# Avannotto

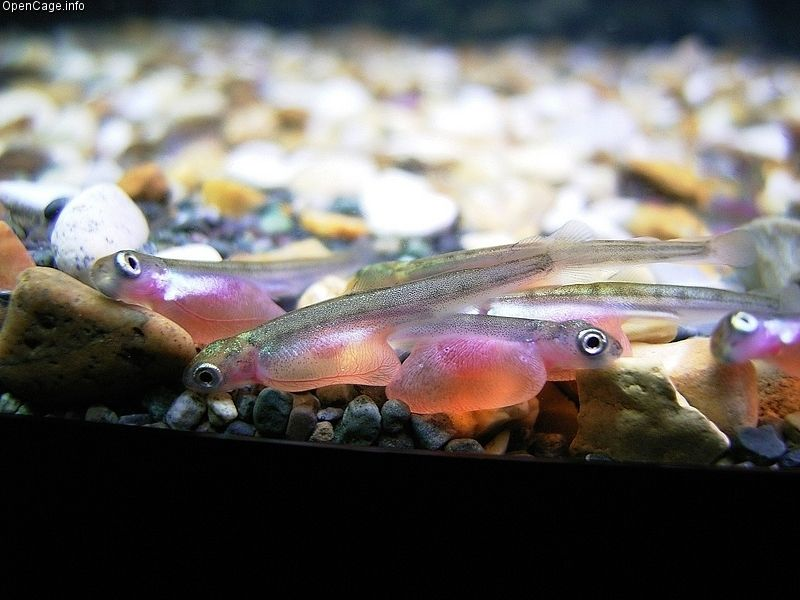
Avannotti di salmone

Gli avannotti sono i piccoli dei pesci, dal momento in cui assumono le sembianze dell'adulto, quindi appena finita la fase larvale. Il termine è usato principalmente per i pesci di acqua dolce, ma è corretto anche per i piccoli dei pesci d'acqua salata. Le loro dimensioni vanno da alcuni decimi di millimetro per le specie più piccole fino alla decina di centimetri per i giganti dei fiumi.